# میکولوو
میکولوو (به چکی: Mikulov) یک شهرستان دارای شهرک سابقاً روستا، و شهرستان جمهوری چک در جمهوری چک است که در ناحیه برتسلاو واقع شده‌است. میکولوو ۷٬۳۷۴ نفر جمعیت دارد.